# Jamāl Jahān
Jamāl Jahān (persiska: جمال جهان) är en ort i Iran.   Den ligger i provinsen Khuzestan, i den centrala delen av landet, 600 km söder om huvudstaden Teheran. Jamāl Jahān ligger 416 meter över havet och antalet invånare är 116.
Terrängen runt Jamāl Jahān är kuperad norrut, men söderut är den platt. Runt Jamāl Jahān är det ganska tätbefolkat, med 62 invånare per kvadratkilometer. Närmaste större samhälle är Līkak, 10,9 km nordost om Jamāl Jahān. Trakten runt Jamāl Jahān är ofruktbar med lite eller ingen växtlighet.